# Sangerhausen (huyện)
Sangerhausen là một huyện cũ (Kreis) ở phía nam của Sachsen-Anhalt, Đức. Các huyện giáp ranh (từ phía bắc theo chiều kim đồng hồ) là: Quedlinburg, Mansfelder Land, Merseburg-Querfurt, và huyệns Kyffhäuserkreis và Nordhausen ở Thüringen. Ngày 1 tháng 7 năm 2007, huyện này đã được sáp nhập vào huyện mới Mansfeld-Südharz trong cuộc cải cách huyện ở Sachsen-Anhalt năm 2007

## Lịch sử
Huyện được lập ngày 1 tháng 10 năm 1816, sau khi Sachsen-Weißenfels trở thành lãnh thổ của Phổ năm 1815. Năm 1945, Amt Allstedt được chuyển vào huyện, năm 1952, vài đô thị đã được tách ra khỏi huyện này làm giảm diện tích từ 773 còn 689 km². 

## Địa lý
Điểm cao nhất ở huyện là Großer Auerberg gần Stolberg với độ cao 579 m trên mực nước biển, đỉnh thấp nhất có độ cao 119,8 m gần Curtsgehofenmühle phía tây nam Allstedt.

## Thị xã và đô thị
| Thị xã          | Verwaltungsgemeinschaften |
| --------------- | --- |
| 1. Sangerhausen | 1. Allstedt-Kaltenborn (bao gồm cả thị xã Allstedt) 2. Goldene Aue (bao gồm cả thị xã Kelbra) 3. Roßla-Südharz (bao gồm cả thị xã Stolberg) |